# 魚形金屬編物
魚形金屬編物，俗稱「金鯉魚」，是一種配戴在身上的飾品，為台灣噶瑪蘭族特有文物，原只出現於文獻紀載中，直到2002年才在台灣宜蘭礁溪淇武蘭考古遺址進行考古發掘，於墓葬中發現魚形金屬編物，才揭開它的真面目。「金鯉魚」是噶瑪蘭人極為珍貴的飾物，以銅製細線編織纏繞，來回交疊整體形成彎月狀，表面可能覆蓋金箔，懸掛於胸前或額頭上的飾品。

## 歷史
魚形金屬編物為2002年從台灣宜蘭礁溪淇武蘭遺址中挖掘到的考古遺物，至2022年為止共發現7件，均出土於宜蘭縣，3件來自礁溪鄉淇武蘭遺址，4件自宜蘭農校遺址，最新一件為2022年5月於宜蘭大學的宜蘭農校遺址中出土發掘第七件魚形金屬編物。其中淇武蘭遺址及宜蘭農校遺址各有2件被列為一般古物。
根據清代文獻《噶瑪蘭廳志》、《噶瑪蘭志略》、《東槎紀略》，中對於原住民的裝扮描述中，除了珠飾、手鐲等飾品外，也提及當時被稱為「金鯉魚」的飾品。例如1831年陳淑均編纂之《噶瑪蘭廳志》記載：「蘭番常以低金絲線作一弓一弦之勢，長約尺許，高約二寸，以金線豎纏於弓弦之際，狀似扁梳，懸於眉額，名金鯉魚。諸番割用銅線鍍金，仿效其制，以贗易真，致滋轇轕。實則老番誇為祖制，雖貧不肯粥於人。」1837年《噶瑪蘭志略》則記載：「內山土番以金絲纏繞、橫斜作魚，懸之項頸間，名曰『金鯉魚』」、「婦女則結辮簪野花，手足束以銅鐲，兩耳垂大鐶，胸前以琉璃碎珠穿作纓絡，亦有項挂金絲魚形者」；1829年姚瑩《東槎紀略》中紀錄：「間織樹皮，僅蔽下體。其富者惟知蓄積蝦米花布。又俗重金鯉魚，以銅線編成，形如新月，佩之出入，群以為艷羨矣」。從描述上判斷應即為與魚形金屬編物同一類物品:92,96-97，到日治時期則無人配戴「金鯉魚」的飾品:100。這些文獻紀載配合考古出土的紀錄，能夠重建魚形金屬編物配戴的情形，以及人群對其的重視。
因為金鯉魚的出土數量很少，加上其特殊的型態以及製作的技術可以推測應該是對外貿易傳入，其中最可能的傳入地是菲律賓北部。

## 特徵
魚型金屬編物，以銅合金屬線製成，狀如魚尾，頭尾較窄，中間較寬，帶有波浪狀曲形之魚身，自魚尾開始製作，最後將金屬線端截斷並收尾。成品長約30至40公分，每件絲線材料需數公尺並彎曲數百次。登錄為一般古物的4件魚形金屬編物尺寸如下表所示，長度約介於24.7至47.3公分，寬度約介於4.35至8.15公分，最厚約介於0.345至1.2公分，重量約介於20.4至142.6公克之間。
| 一般古物名稱              | 長   | 寬   | 厚    | 重    | 材質 |
| ------------------------- | ---- | ---- | ----- | ----- | ---- |
| 淇武蘭遺址魚形金屬編物1   | 24.7 | 4.35 | 0.345 | 20.4  | 銅   |
| 淇武蘭遺址魚形金屬編物2   | 38   | 6.7  | 1.2   | 83.3  | 銅   |
| 宜蘭農校遺址魚形金屬編物1 | 47.3 | 8.15 | 0.5   | 142.6 | 銅   |
| 宜蘭農校遺址魚形金屬編物2 | 41.6 | 7.3  | 0.55  | 58    | 銅   |

## 作用
金鯉魚為噶瑪蘭人極為珍視之裝飾品。（我們是噶瑪蘭），可能是掛於眉頭與前胸，以金屬細絲線編折纏繞成魚形，工藝特殊，亦有其他學者邱鴻霖，認為此飾品是屬於女性專用有的陪葬品:83。